# Педру Олівейра (футболіст)
Педру Олівейра (порт. Pedro Oliveira, нар. 30 листопада 1981, Порту) — португальський футболіст, що грав на позиції півзахисника. По завершенні ігрової кар'єри — тренер. З 2023 року очолює тренерський штаб команди «Санжуаненсі».
Виступав, зокрема, за клуб «Віторія» (Сетубал), а також молодіжну збірну Португалії.

## Клубна кар'єра
Вихованець клубу «Боавішта» з рідного міста. У віці 18 років перейшов до «Порту», але грав там виключно за резервну команду, а також здавався в оренду в місцеві клуби «Академіка» (Коїмбра), «Лейшойнш» та «Віторія» (Сетубал) і з останнім 2006 року підписав повноцінний контракт.
Влітку 2006 року Олівейра переїхав до румунського «ЧФР Клуж» разом із кількома іншими португальськими гравцями. У свій перший рік він був важливим гравцем першої команди, яка посіла третє місце в Лізі I та кваліфікувалася до Кубка УЄФА, але зі зміною тренера втратив місце в основі і на наступний рік був відданий в оренду іншому місцевому клубу УТА (Арад).
У 2008 році він прибув до Італії, ставши гравцем «Модени», за яку провів 21 матч і забив 4 голи в Серії В в сезоні 2008/09, після чого став гравцем клубук Серії С1 «Ареццо», забивши там наступного сезону 2 голи в 25 матчах (включаючи плей-оф). Влітку 2010 року, після виключення клубу з професійного футболу через фінансові проблеми португалець став вільним агентом і пів року лишався без клубу. 22 грудня 2010 року він підписав контракт з «Пізою», де і дограв сезон у третьому дивізіоні, після чого знову пів року лишався вільним агентом.
На початку 2012 року Олівейра повернувся на батьківщину, підписавши контракт з «Портімоненсі», а влітку знову відправився за кордон і два роки грав за французький «Кретей»
Протягом 2016 року захищав кольори клубу «Гондомар Б», а завершив ігрову кар'єру у команді «Падроенсе», за яку виступав протягом 2017—2020 років.

## Виступи за збірну
Виступав за юнацькі збірні різних вікових категорій. Протягом 2003—2004 років залучався до складу молодіжної збірної Португалії, разом з якою брав участь у молодіжному чемпіонаті Європи 2004 року, де португальці дійшли до півфіналу, де Олівейра забив у грі проти Італії (1:3). Всього на молодіжному рівні зіграв у 5 офіційних матчах, забив 2 голи.

## Кар'єра тренера
Розпочав тренерську кар'єру відразу ж по завершенні кар'єри гравця, 2020 року, очоливши тренерський штаб клубу «Педрас Рубрас Б», де пропрацював з 2020 по 2021 рік. Після цього увійшов до тренерського штабу першої команди, а 2021 року став головним тренером першої команди.
Влітку 2023 року очолив тренерський штаб команди «Санжуаненсі» з третього дивізіону країни.